# Цибулько Василь Федосійович
Цибу́лько Васи́ль Федосі́йович (1920 — 7 листопада 1941) — учасник оборони Севастополя, стрілець 18-го окремого батальйону морської піхоти Чорноморського флоту, червонофлотець. Герой Радянського Союзу (1942).

## Біографія
Народився у 1920 (за іншими даними у 1921) році у селищі Новий Буг (нині місто Миколаївської області) в робітничій родині. Українець.
Здобув неповну середню освіту. У листопаді 1940 року призваний Новобузьким РВК до лав РСЧФ.
Військову службу проходив на Чорноморському флоті.
Учасник німецько-радянської війни з червня 1941 року. Особливо відзначився під час оборони Севастополя у листопаді 1941 року.
7 листопада 1941 року в районі села Дуванкой (нині село Верхньосадове адміністрації Севастополя) п'ятеро морських піхотинців під командуванням політрука М. Д. Фільченкова відбили декілька танкових атак ворога, що намагався прорватись до Севастополя. Група знищила 10 німецьких танків. Загинув у цьому бою.
Похований у братській могилі на цвинтарі селища Дергачі у Севастополі.

## Нагороди
Указом Президії Верховної ради СРСР від 23 жовтня 1942 року за зразкове виконання бойових завдань командування на фронті боротьби з німецько-фашистськими загарбниками та виявлені при цьому особисті мужність і героїзм, червонофлотець Цибулько Василь Федосійович удостоєний (посмертно) звання Героя Радянського Союзу з врученням ордена Леніна і медалі «Золота Зірка».

## Пам'ять
У місті Новий Буг встановлено погруддя, його ім'ям названо вулицю міста.
На місці загибелі встановлено пам'ятник.

## Цікавий факт
Колишній морський піхотинець, учасник оборони Одеси і Севастополя Г. Ю. Заміховський у своїх спогадах стверджує, що 7 листопада 1941 року бою з танками в районі Дуванкой взагалі не було.